# Criterio di maggioranza
Il criterio di maggioranza è un criterio del sistema di voto a vincitore singolo, utilizzato per confrontare tali sistemi. Il criterio afferma che "se un candidato è classificato per primo (preferito a tutti gli altri candidati) per la maggioranza (oltre il 50%) degli elettori, quel candidato deve vincere".
Alcuni metodi che soddisfano questo criterio includono qualsiasi metodo Condorcet, Voto alternativo, votazione Bucklin e votazione per pluralità.
I sostenitori di altri sistemi di voto sostengono che il criterio della maggioranza è in realtà un difetto di un sistema di voto, e non una caratteristica, dal momento che può portare a una tirannia della maggioranza in cui viene eletto un candidato polarizzante che è amato da poco più della metà del popolazione e odiato da tutti gli altri. Altri sistemi potrebbero essere migliori nell'elezione dei candidati di consenso che hanno un ricorso più ampio, il che si afferma per renderli migliori rappresentanti della popolazione nel suo insieme. Questi sono descritti come "utilitaristici" o "in cerca di consenso" piuttosto che "maggioritari". Peter Emerson sostiene le varianti del conte Borda, sostenendo che il maggioritarismo è fondamentalmente imperfetto e porta all'amarezza, alla divisione e alla violenza, citando come esempio l'Irlanda del Nord e la Bosnia. Si noti tuttavia che in un sistema utilitaristico, quando non esiste un candidato di consenso, la preferenza di una minoranza può battere la preferenza di una maggioranza offrendo solo un'utilità leggermente superiore; pertanto, i metodi utilitaristici non devono sempre aumentare il consenso.
Si noti che il criterio della maggioranza mutua è una forma generalizzata del criterio della maggioranza per quando la maggioranza preferisce più candidati rispetto a tutti gli altri; i metodi di voto che superano il criterio di maggioranza ma falliscono la maggioranza mutua possono incoraggiare tutti i candidati preferiti della maggioranza, tranne uno, a ritirarsi dalla elezione per garantire la vittoria di uno dei candidati preferiti dalla maggioranza, creando un effetto spoiler. Il metodo di votazione del first-past-the-post comune è quello degno di nota per questo, poiché i principali partiti che vuolano stare preferito per la maggioranza spesso cercano di impedire a più di uno dei loro candidati di correre e dividere i loro voti.

## Confronto con il criterio di Condorcet
Secondo il criterio della maggioranza, un candidato X dovrebbe vincere se la maggioranza degli elettori risponde affermativamente alla domanda "Preferisci X a tutti gli altri candidati?".
Il criterio di Condorcet è più forte. Secondo esso, un candidato X dovrebbe vincere se per ogni altro candidato Y esiste una pluralità di elettori che risponde affermativamente alla domanda "Preferisci X a Y?".
La soddisfazione del criterio Condorcet implica quella del criterio di maggioranza, ma non viceversa. Con il criterio Condorcet le persone che comprendono la maggioranza degli elettori che rispondono affermativamente possono variare in base a Y, ma il criterio della maggioranza richiede una maggioranza unica che ha X come prima scelta, preferita a tutti gli altri candidati.
Nella dichiarazione secondo cui il criterio Condorcet è più forte del criterio di maggioranza, la parola criterio deve essere intesa come un criterio che un sistema di voto può o non può soddisfare, non come un criterio che un candidato deve soddisfare per vincere le elezioni.